# Lei de Gompertz-Makeham
A Lei de Gompertz-Makeham é uma lei científica que busca descrever a mortalidade dos seres humanos. Esta lei une funções de mortalidade, dependentes e independentes da idade, ou seja, incluí o efeito das mortes naturais e acidentais.
Esta lei baseia-se em dois estudos, publicados por dois atuários, no século XIX: On the Nature of the Function Expressive of the Law of Human Mortality, and on a New Mode of Determining the Value of Life Contingencies, de Benjamin Gompertz, e On the Law of Mortality and the Construction of Annuity Tables, de William Makeham, de 1825 e 1860, respectivamente.
A lei descrever com muita precisão a mortalidade entre as idades de 20 e 80 anos, o que fez com que fosse usada na construção de tábuas de mortalidade de larga utilização, como a CSO-1941 e AT-49.
A Lei de Gompertz-Makeham para a força de mortalidade é dada pela equação:
{\displaystyle M_{x}=A+BC^{x}}
Os parâmetros para essa equação normalmente estão dentro dos intervalos 0,001 e 0,003 para A; 0,001 e 0,000001 para B ; e 1,08 e 1,12 para C.